# Estenosi

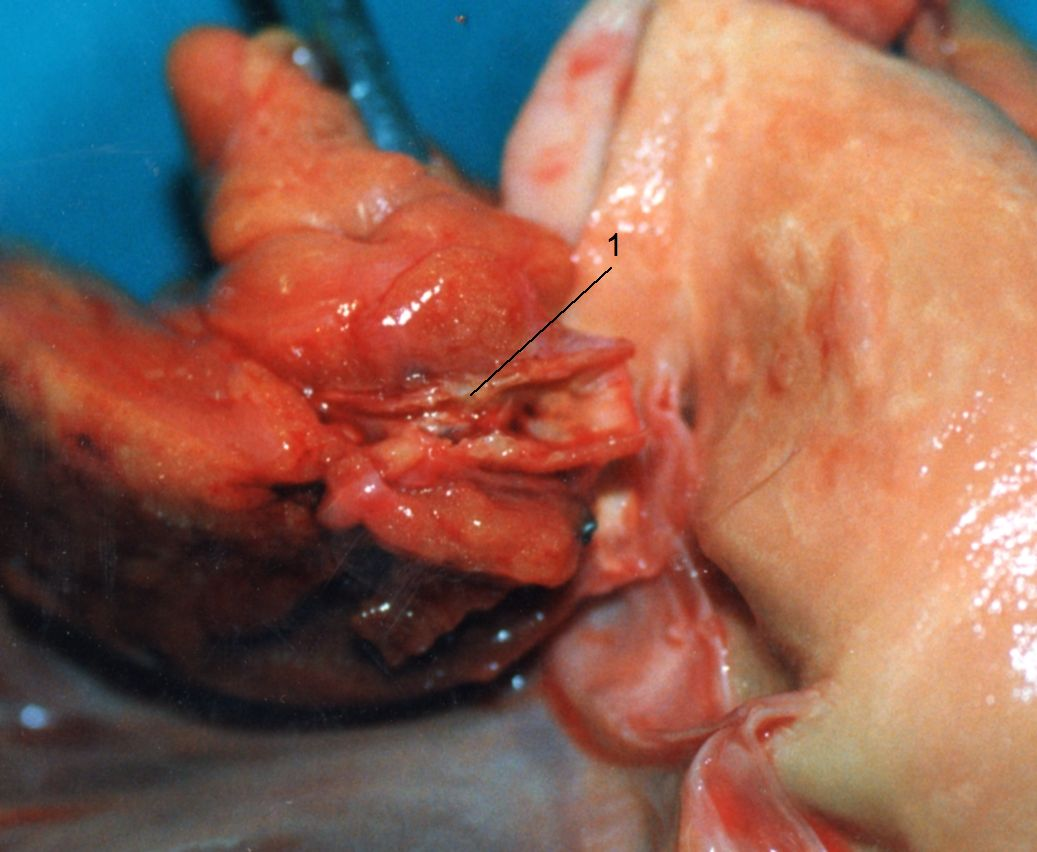
Estenosi ateromatosa a l'artèria coronària esquerra

Una estenosi (del grec antic: στένωσις, "estrenyiment") és un estrenyiment anormal en un vas sanguini o d'un altre òrgan d'estructura tubular (com per exemple en la uretra, d'aquí l'estenosi uretral). La reestenosi és la recurrència de l'estenosi després d'un procediment dilatador.